# Villaoscura
Villaoscura (llamada oficialmente Santa María de Vilaescura) es una parroquia y una aldea española del municipio de Sober, en la provincia de Lugo, Galicia.

## Otras denominaciones
La parroquia también es conocida por el nombre de Santa María de Vilaoscura.

## Límites
Limita al norte con el municipio de Pantón y la parroquia de Canabal, al oeste con el municipio de Pantón, al sur con las parroquias de Rosende y Millán y al este con la de Arrojo.

## Organización territorial
La parroquia está formada por cinco entidades de población, constando tres de ellas en el nomenclátor del Instituto Nacional de Estadística español:
- Baz (Vaz)
- Condes (Os Condes)
- Moreda
- Pena de Miro
- Vilaescura

## Demografía

### Parroquia
| Gráfica de evolución demográfica de Villaoscura (parroquia) entre 2000 y 2021 |
|                                                                               |
| Datos según el nomenclátor publicado por el INE.                              |

### Aldea
| Gráfica de evolución demográfica de Vilaescura (aldea) entre 2000 y 2021 |
|                                                                          |
| Datos según el nomenclátor publicado por el INE.                         |